# Kastell Kösching
Das Kastell Kösching (antiker Name Germanicum) war ein römisches Militärlager auf dem Gebiet des heutigen Marktes Kösching im Landkreis Eichstätt in Bayern. Das Alenkastell wurde als Standort einer berittenen römischen Einheit zur Limesverteidigung im Frühjahr 80 n. Chr. errichtet.

## Lage

Das Kastell in seiner Lage zum Limes

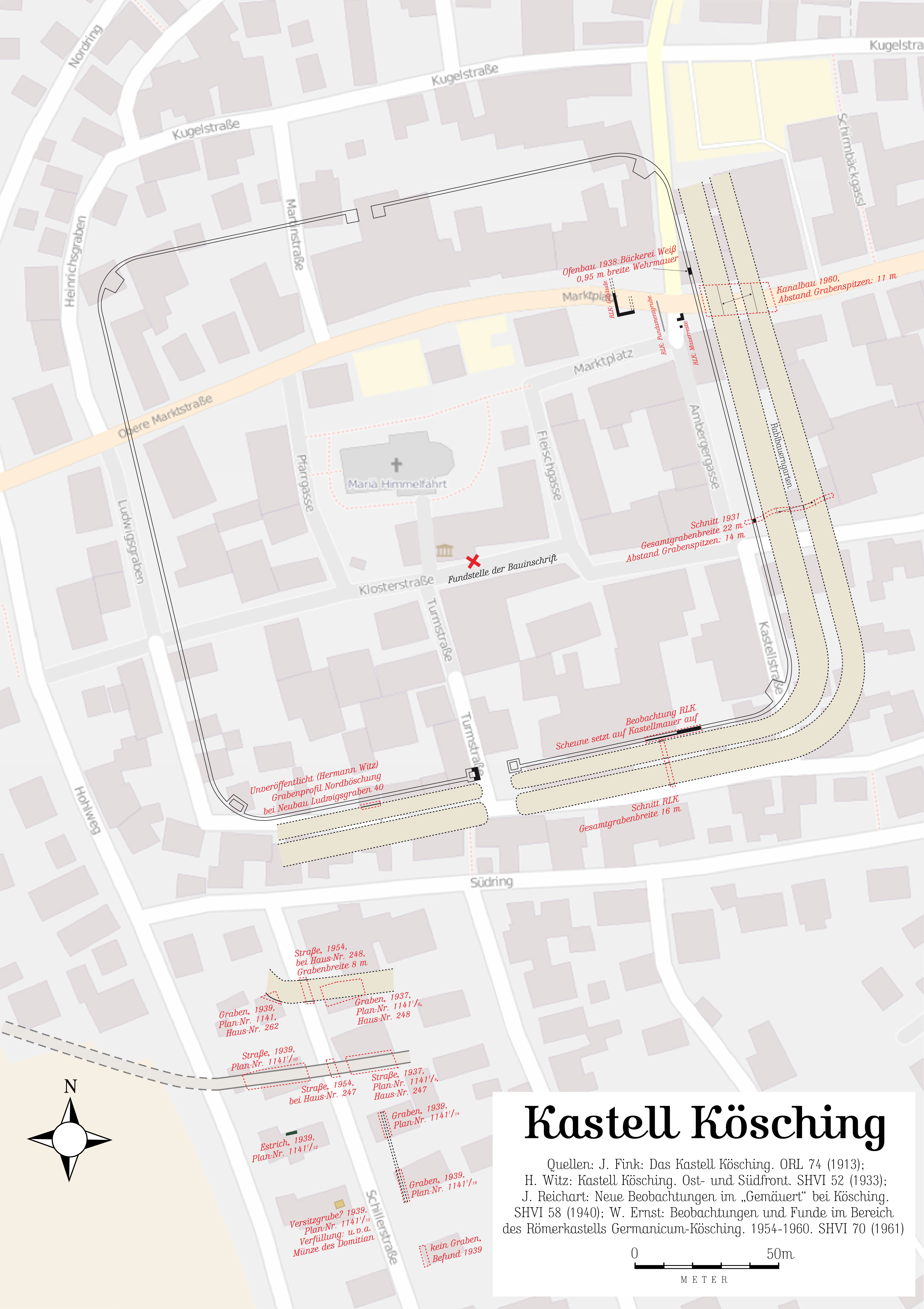
Das Alenkastell mitten im Ort Kösching ist vollkommen überbaut. Der Plan zeigt Grabungs- und Beobachtungsergebnisse bis 1960.

Die Anlage wurde am nördlichen Ufer der Donau (Danuvius) auf einer Hochterrasse der Rißeiszeit gegründet. Nördlich von Kösching erstreckt sich ein hügeliges Land, das als Hochebene über der Altmühl mündet. Der ebenfalls nördlich der heutigen Marktgemeinde gelegene Köschinger Forst bestand noch im 18. Jahrhundert fast ausschließlich aus Laubwald. Das Köschinger Land besitzt vielfach kalkhaltige Lehmböden von massiver Stärke, die für den antiken Ackerbau sicher eine Herausforderung darstellten.

## Forschungsgeschichte
Heutige Erkenntnisse zum Kastell Kösching gehen durch die vollständige Überbauung weitgehend auf stichpunktartige Grabungen zurück. Schon der Geschichtsschreiber Johannes Aventinus (1477–1534) berichtete von einem alten Burgstall bei Kösching, der „Cesarea“ genannt würde. Es seien dort drei römische Inschriften aufgefunden worden und beim Ackern kämen immer wieder römische Münzen aus dem Boden. 1509 dokumentierte Aventinus die Grabinschrift des Marcus Varius Montaninus sowie eine Inschrift aus der Regierungszeit des Kaisers Antoninus Pius (138–161). Im frühen 19. Jahrhundert mutmaßten Gelehrte in Kösching erstmals das von der Tabula Peutingeriana bekannte Germanicum. Eine klare Lokalisierung gelang aber erst ab 1889 in der Flur „Gemäuert“, als dort Teile eines großen repräsentativen Gebäudes mit 31 Räumen zum Vorschein kamen, dessen Funktion in der Vergangenheit verschieden interpretiert wurde. Durch die Lokalisierung eines Bades in dessen Mitteltrakt, könnten die Mauerreste höchstwahrscheinlich als Raststation (Mansio) angesprochen werden. Die Baureste waren 1890 im Auftrag der Kommission zur Erforschung der Urgeschichte Bayerns durch den Gymnasialdirektor Joseph Fink (1850–1929) und den Heimatforscher Ferdinand Ott (1851–1928) ergraben worden.
Die Baureste des Kastells fanden sich 1893 mitten in dem damaligen Marktflecken Kösching. Dort waren sie bereits von dem für die Reichs-Limeskommission (RLK) tätigen Generalmajor a. D. Karl Popp (1825–1905) gemutmaßt worden. Ab 1897 fanden erste Untersuchungen durch den zum Streckenkommissar der Reichs-Limeskommission ernannten Fink statt, wobei er durch die bereits starke Bebauung und den Unmut der Köschinger Bevölkerung behindert wurde. Ab 1903 schnitt Fink unter diesen schwierigen Umständen an unterschiedlichen Stellen den doppelten Kastellgraben an, konnte Teile der Wehrmauer identifizieren und Überreste des Westturms am Südtor beobachten. 1904 wurden die Arbeiten der Reichs-Limeskommission in Kösching abgeschlossen. Modernere Nachgrabungen konnten die damaligen Ergebnisse nicht immer bestätigen. So stellte der Heimatforscher Hermann Witz (1868–1936) während seiner kontinuierlichen Beobachtungen während des Baus der Köschinger Kanalisation ab 1925 fest, dass Fink die Nordfront rund 23 Meter zu weit nördlich angenommen hatte. Witz konnte im Juli 1931 eine Untersuchung an der südlichen Kastellmauer vornehmen. In diesem Bereich bestätigten sich Finks Feststellungen weitgehend. Im August 1931 legte Witz einen lange Schnitt an der südlichen Ostmauer an, der zeigte, dass Finks Eintragungen zu dieser Mauer um einige Meter zu weit westlich lagen. In diesem Zusammenhang bezweifelte Witz auch eine kleine Eintragung Finks im Kastellplan, die einen Schnitt im nördlichen Bereich der Ostmauer markieren sollte. Erneute Untersuchungen fanden während der Überbauung des Westteils der Flur „Gemäuert“ kurz vor Beginn des Zweiten Weltkriegs statt und wurden 1940 publiziert.
Während der Vorkriegs- und Nachkriegsjahre beobachteten insbesondere die Heimatforscher Josef Reichart (1897–1987) und Wilhelm Ernst (1916–2004) die im Ortsgebiet von Kösching anhaltenden Bauarbeiten. So konnte Ernst während der Ausschachtungen an der Kanalisation im Herbst 1956 erneut den Verlauf der südlichen Kastellmauer bestätigen, wie ihn Witz beschrieben hatte. 1960 fanden sich wieder beim Bau einer Kanalisation die beiden Wehrgräben an der Ostseite der Fortifikation. Der Graben des älteren, im Jahre 80 n. Chr. angelegten Holz-Erde-Lagers konnte ebenfalls kurz vor dem Zweiten Weltkrieg in der Flur „Gemäuert“ durch Reichart erstmals angetroffen werden. Beim Bau einer Wasserleitung 1954 wurde dieser Graben in voller Breite durchschnitten.
Der moderne Straßenverlauf deutet teilweise noch die Lage des Kastells an. So lässt der „Ludwigsgraben“ die ungefähre Lage der Kastellgräben im Westen und Süden erkennen, während die „Kastellstraße“ und „Ambergergasse“ im Bereich der östlichen Lagerringstraße (Via sagularis) liegt. Über den einstigen römischen Principia (Stabsgebäude) erhebt sich die heutige Köschinger Pfarrkirche Mariä Himmelfahrt.

## Baugeschichte

### Holz-Erde-Lager
Durch den Fund einer im Zweiten Weltkrieg in München zerstörten, zweiseitig beschriebenen Bauinschrift, von der jedoch ein Abguss erhalten blieb, wurde das ursprüngliche Holz-Erde-Lager auf die Regierungszeit von Kaiser Titus (79–81) ins Frühjahr 80 n. Chr. datiert. Damit stand in Kösching das älteste bezeugte Lager nördlich der Donau. Die beidseitig beschriebene, gleichlautende Bauinschrift, die 1906 beim Bau des Mädchenschulhauses aufgefundene wurde, lautet:
Vorderseite:
[Imp(eratori) Tito Caesari divi Vespasi-]
[a]ni f(ilio) Vespasia[no Aug(usto) pontifici maximo]
trib(unicia) pot(estate) VIIII imp(eratori) [XV co(n)s(uli) VIII p(atri) p(atriae) censori et]
Caesare(!) divi Ves[pasiani filio Domitiano co(n)s(uli) VII]
collegioru[m omnium sacerdoti ---?]
Rückseite:
[Imp(eratori) Tito Caesari divi Vespasiani filio Vespasiano Augusto pont(ifici) max(imo) trib(unicia) pot(estate) VIIII imp(eratori)] XV co(n)s(uli) VIII p(atri) p(atriae) censor[i]
[et Caesari divi V]espasiani f(ilio) Domi-
[tiano co(n)s(uli) VII] collegior(um) omnium
[sacerdote pr]oc(uratore) C(aio) Saturio ---?]
Übersetzung: „Dem Imperator Titus Caesar, Sohn des vergöttlichten Vespasian, Vespasian dem Erhabenen, dem Oberpriester, Inhaber der tribunizischen Gewalt zum 9. Mal, Imperator zum 15. Mal, Konsul zum 8. Mal, Vater des Vaterlandes, Zensor und für den Caesar Domitian, Sohn des vergöttlichten Vespasian, Konsul zum 7. Mal, Mitglied aller Priesterkollegien, der Statthalter Caius Saturius…“
In den Schriftzeichen zeigten sich noch rote Farbspuren. Eine Kopie der Bauinschrift wird in der heutigen Hauptschule Kösching verwahrt. Die älteste bisherige bekannte dendrochronologische Datierung passt zur Inschriftendatierung, denn sie stammt aus dem Jahr 79 n. Chr.
Der 1939 rund 70 bis 80 Meter südlich des Steinkastells am heutigen Anwesen „Schillerstraße 2“ aufgefundene südliche Grabenabschnitt des Holzkastells bestätigte ältere Vermutungen, dass dieser eine von der späteren steinernen Befestigung abweichenden Lage einnimmt. Nach der vorgefundenen Lage überschnitt die jüngere Fortifikation das ältere Lager in dessen nördlicher Hälfte. Am Haus „Schillerstraße 1“ wurde im Jahr 1954 beim Bau einer Wasserleitung dieses Grabenwerk in Gänze durchschnitten. Dabei wurde von Ernst festgestellt, dass dieser Umfassungsgraben acht Meter breit und rund zwei Meter tief gewesen sein muss. Das Fundgut aus der Verfüllung war sehr reichhaltig. Offenbar nutzten die römischen Einwohner den Graben nach Auflassung des Holz-Erde-Lagers als Müllgrube. Aus dem Fundgut war ein wohl mittelkaiserzeitliches, abgenütztes bronzenes Salbengefäß bemerkenswert. An Keramik fanden sich unter anderem das Fragment einer Bilderschüssel aus den ostgallischen Werkstätten Heiligenberg, das dünnwandige Randstück einer raetischen Firnisware vom Typus „Dressel 2“ sowie ohne Drehscheibe gefertigt frühgermanische Scherben. Neben dem Graben fanden sich in dem Bereich immer wieder Spuren des Lagerdorfs.
Im Juli 1937 konnte südlich des Holz-Erde-Lagers eine römische Straße untersucht werden, die beide Kastelle im Süden umging. Die Straße war bereits zur Zeit der Reichs-Limeskommission bekannt gewesen und konnte nun erneut untersucht werden. Ihre Trasse war rund 6,50 Meter breit und besaß noch eine 0,30 bis 0,40 Meter starke Decke aus verschieden großen Kalksteinbrocken. Auf beiden Seiten des Straßenkörpers wurden die für römische Straßen typischen Abzugsgräben festgestellt.

### Steinkastell
Die von Fink aufgrund der mageren Befunde nur grob eingemessenen Dimensionen konnte Witz während seiner Grabungen in den 1920er Jahren etwas genauer darstellen. Durch einen von ihm an der gemutmaßten südlichen Ostseite der Kastellmauer gesetzten Längsschnitt stieß er nicht nur auf die Wehrmauer, sondern konnte zugleich den Doppelspitzgraben dokumentieren. Nördlich dieses Punktes gelang es 1960 erneut, das Grabenwerk bei Bauarbeiten zu beobachten. Nur wenig westlicher war ein Bäcker in seinem Anwesen „Marktplatz 6“ bereits 1938 bei der Neuanlage eines Backofens auf eine rund 0,95 Meter breite Kalksteinmauer gestoßen, die von der Wehrmauer stammen könnte. Während der Untersuchung von 1960 wurde der äußere östliche Spitzgraben genau an der Schnittstelle zwischen den Häusern der „Unteren Marktstraße 1“ und „2“ aufgefunden. Er war an dieser Stelle noch mindestens 1,30 Meter breit erhalten. In seiner Verfüllung fanden sich Bruchsteine sowie Fragmente von römischen Dachziegeln. Der innere, westlich gelegene Graben in diesem Schnitt war schlechter erhalten. Seine Reste befanden sich elf Meter von dem äußeren Umfassungsgraben entfernt. Seine Füllung bestand aus braunem und grauem Lehm, der von Holzkohlenstückchen durchsetzt war. Aufgrund der Bauarbeiten, durch die der Schnitt verursacht worden war, konnte die Untersuchung nur oberflächlich stattfinden. Im Vergleich mit dem südlicheren Schnitt von Witz zeigte sich, dass die Gräben hier – von Grabenspitze zu Grabenspitze gemessen mit 14 Meter weiter auseinander lagen.
Die Prätorialfront, die dem Feind zugewandte Seite des Steinkastells, wird nach Süden, zur Donau hin, angenommen.

## Truppe
Die durch ein Weißenburger Militärdiplom für das Jahr 107 n. Chr. in der Provinz Raetia (Rätien) nachgewiesene Ala I Augusta Thracum könnte für den Bau des Holzkastells verantwortlich gewesen sein. Leider hatte sich an der Bauinschrift der Truppenname nicht erhalten, so dass man auf Spekulationen angewiesen ist. Fest steht, dass diese thrakische Reitereinheit die erste Stammbelegung der Garnison bildete. Spätestens zwischen 121 und 125 n. Chr. wurde diese Truppe aus Raetien abkommandiert und durch die Ala I Flavia Gemelliana ersetzt, die bis zum zerstörerischen Alamanneneinfall um 242/243 n. Chr. blieb. Diese Truppe lässt sich erstmals für das Jahr 141 n. Chr. durch eine von Aventinus gefundene Bauinschrift am Steinkastell nachweisen. Es ist möglich, dass diese Bauinschrift auch für den erst jetzt vorgenommenen Steinausbau des Lagers steht.
Die in Kösching entdeckten Ziegelstempel der Cohors I Flavia Canathenorum wurden auch in Eining, Pförring, Regensburg und Straubing aufgefunden. In der Forschung wird davon ausgegangen, dass diese Kohorte Ziegelmaterial für Bautätigkeiten zu verschiedenen Kastellen lieferte oder sogar Handwerkertrupps mit diesen Lieferungen entsandt.

## Vicus und Brandgräberfeld
Durch die schwierige Zugänglichkeit des Geländes aufgrund der Überbauung konnten bisher nur geringe Spuren des sich im Süden, Westen und Nordwesten des Reiterkastells ausbreitenden Lagerdorfes (vicus) festgestellt werden. Südwestlich des Kastells, in der Flur „Gemäuert“ lag wohl eine Mansio mit Bad, wie es sich beispielsweise am Kastell Eining sichtbar dokumentieren lässt. Das Brandgräberfeld „In der Schwärz“ wurde nordwestlich des Kastells lokalisiert.

## Fundgut

### Terra Sigillata
In Kösching wurde unter anderem Terra Sigillata eines Dagodu(b)nus gefunden. Dessen Produktionsstätte ist noch unbekannt und könnte entweder im gallischen Lezoux bei Clermont-Ferrand oder in Rheinzabern (Tabernae) liegen. Beides waren Manufakturzentren der Sigillata-Herstellung. Ware von Dagodubnus taucht auch in Regensburg, Pfünz und Großbritannien auf.

### Schatzfund
Ein Schatzfund von 240 Denaren rund 125 Meter östlich der Kastellmauer enthält eine im Sommer 241 geprägte Schlussmünze von Kaiser Gordian III. (238–244). Nachdem damit alle Münzreihen – auch aus dem Vicus – abbrechen, geht man davon aus, dass sowohl das Kastell als auch die Siedlung in dieser Zeit aufgegeben bzw. zerstört worden sind. Die Köschinger Schlussmünze deckt sich mit einem 1953 entdeckten Münzfund, der im Kastell Gunzenhausen gemacht wurde. Die dortige Schlussmünze, ein Antoninian, wurde 242 n. Chr. geprägt. Der Archäologe und Numismatiker Hans-Jörg Kellner ermittelte aus dieser Jahreszahl den Zeitpunkt des zweiten Alamanneneinfalls um das Jahr 242/243 n. Chr. Der erste, 233, hat höchstwahrscheinlich unter anderem das Kastell Pfünz und Straubing ausgelöscht. Da 242/243 auch das bei Regensburg gelegene Kastell Großprüfening, Kastell Künzing sowie die ausgedehnte römische Siedlung bei Pocking, Landkreis Passau, und andere Plätze überrannt worden sein müssen, geht die Forschung von einem auf breiter Front vorgetragenen Großangriff gegen den rätischen und obergermanischen Limes sowie gegen die rätische Donaugrenze aus. In Pocking barg die abschließende Brandschicht einen nur kurze Zeit im Umlauf gewesenen Antoninian von 241/243 bzw. 240. Für die Zeit des Wiederaufbaus nach diesem Ansturm steht die Bauinschrift aus dem kleinen Bad des Kastells Jagsthausen, die in die Jahre 244 bis 247 n. Chr. entstand.

## Römerstraße

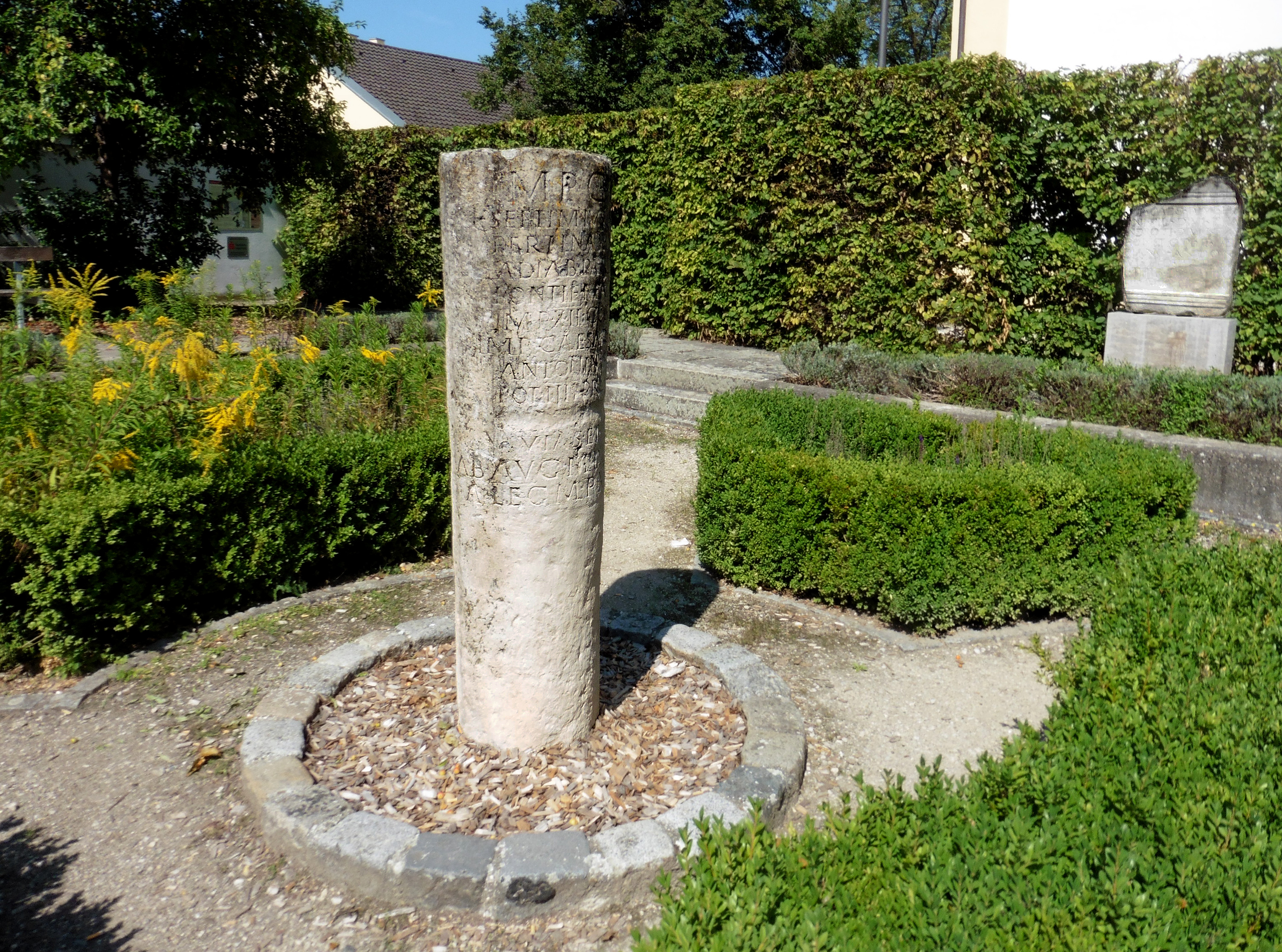
Die Kopie des Meilensteins von 201 n. Chr. in Kösching

Kösching wurde über eine Römerstraße mit den Kastellen Pfünz und Pförring verbunden. Dieser antike Straßenkörper ist an vielen Stellen noch in einem ausgezeichneten Zustand. 1984 konnte rund ein Kilometer von der Pfarrkirche Kösching entfernt bei einem Neubau in der Siedlung Gänsäcker ein vollständig erhaltener, 2,20 Meter hoher Meilenstein aus dem Jahr 201 n. Chr. – damals regierte Kaiser Septimius Severus (193–211) – direkt unter der Grasnarbe aufgedeckt werden. Ein weiterer Meilenstein, den die Köschinger Bewohner auf ihrem Friedhof aufstellten und mit einem Kruzifix aus Eisenblech bekrönten, wurde bereits 1760 auf kurfürstlichen Befehl hin geborgen und nach München gebracht. Das Formular des Steines trägt eine Datierung für das Jahr 195 und eine weitere für 215, als bereits Kaiser Caracalla (211–217) herrschte. Vielleicht musste die unter Septimius Severus bereits erneuerte Straße zumindest stellenweise unter seinem Nachfolger nochmals saniert werden oder die vollständige Sanierung war erst 215 n. Chr. abgeschlossen. Der Stein wurde während des Krieges 1944 durch einen Brand zerstört.

## Villa Rustica
In einer Entfernung von eineinhalb römischen Meilen liegt östlich des Kastells ein nur durch die Luftbildarchäologie gesicherter kleiner römischer Gutshof (Villa Rustica), der zusammen mit vielen anderen für die Versorgung von Militär und Dorfeinwohnern zuständig war. Der Hof ist in der üblichen Bauform mit deutlichen Eckrisaliten an der repräsentativen Front ausgeführt. Neben dem Hauptgebäude, das in einer Apsis den unverzichtbaren römischen Luxus eines eigenen heizbaren Bades bot, konnten weitere Nebengebäude ausgemacht werden. Wie Militärlager und Vicus von Kösching ist auch diese Villa Rustica im 3. Jahrhundert zerstört worden.

## Denkmalschutz
Das Kastell Kösching und die erwähnten Anlagen sind geschützt als eingetragene Bodendenkmale im Sinne des Bayerischen Denkmalschutzgesetzes (BayDSchG). Nachforschungen und gezieltes Sammeln von Funden sind erlaubnispflichtig, Zufallsfunde sind den Denkmalbehörden anzuzeigen.